# Gometz-la-Ville
Gometz-la-Ville is een gemeente in het Franse departement Essonne (regio Île-de-France) en telt 1002 inwoners (2005). De plaats maakt deel uit van het arrondissement Palaiseau.

## Geografie
De oppervlakte van Gometz-la-Ville bedraagt 9,9 km², de bevolkingsdichtheid is 101,2 inwoners per km².
De onderstaande kaart toont de ligging van Gometz-la-Ville met de belangrijkste infrastructuur en aangrenzende gemeenten.

## Demografie
Onderstaande figuur toont het verloop van het inwonertal (bron: INSEE-tellingen).